# Пелтя
Пелтя (рум. peltea) — особый вид варенья или желе, изготовляемого не из самих ягод и фруктов, а из их соков или отваров. Распространена в Молдавии и Румынии.
Пелтя из сока готовится, когда ягоды костисты, например малина или ежевика. Сок из ягод отжимают небольшими порциями сквозь двойную марлю, дают ему отстояться и добавляют сахар в пропорции 1:1. Пелтя варится как варенье, на слабом огне, чтобы она не переварилась, иначе она не загустеет должным образом. При этом необходимо постоянно снимать пену.
Пелтя на основе отвара приготавливается в тех случаях, когда фрукты содержат большое количество пектина (айва или яблоки). Такие фрукты варятся в воде под крышкой на слабом огне. При этом их нельзя мешать, иначе они разварятся. Готовый отвар через сито сливается в другую посуду, которая накрывается ситом. Сверху на сито высыпаются фрукты, с которых должен стечь густой отвар. Отстоявшийся отвар процеживается сквозь чистую марлю, в него добавляется сахар в пропорции 1:1. Получившаяся смесь снова варится на медленном огне до полного растворения сахара.
Горячая пелтя получается жидкой, однако при остывании она густеет и становится прозрачна, как желе. Холодная пелтя хранится в банках. Её переливают из ёмкости, где она варилась, в горячем состоянии.